# Escut de Boyacá
L'escut del departament de Boyacá fou aprovat per l'assemblea legislativa de l'estat sobirà de Boyacá el 1870. Fou adequat per ordenança departamental número 53 de 1986.
L'escut és circular, de vora daurada, amb una representació del pont de Boyacá sobre el riu Teatinos, amb tres tendals de campanya, i un sol naixent il·luminant el paisatge andí, en memòria de la batalla que va segellar la independència; com a timbre té una corona muisca d'or, de facultats endevinadores per al poble dels chibsches; sobre el tot una àliga negra símbol del major poder a Espanya. A la cinta el lema "Independència, 7 d'agost de 1819" en castellà.